# Marcha nacional en Washington por los derechos de lesbianas y gays
La primera Marcha nacional en Washington por los derechos de lesbianas y gays fue una manifestación política que tuvo lugar en Washington D. C., el 14 de octubre de 1979. La primera marcha de este tipo en Washington atrajo a entre 75 000 y 125 000 hombres gay, lesbianas, bisexuales, personas transgénero y aliados heterosexuales para exigir la igualdad de derechos civiles e instar a la aprobación de leyes de protección de los derechos civiles. La activista lesbiana, cómica y productora Robin Tyler presentó el escenario principal de la marcha.

## Historia y planificación
El primer gran intento de organizar una marcha nacional de gays y lesbianas en Washington ocurrió el fin de semana de Acción de Gracias de 1973 en Urbana-Champaign, Illinois. El Comité Nacional de Movilización Gay para una Marcha en Washington (National Gay Mobilizing Committee for a March on Washington, NGMC), organizado por Jeff Graubart, intentó coordinar una coalición de organizaciones LGBT existentes para planificar una marcha en Washington. Los primeros esfuerzos se encontraron con la resistencia de las organizaciones LGBT locales y nacionales, y los planes para una marcha finalmente se pospusieron.
El próximo intento de organización se realizaría en Mineápolis el fin de semana del 17 al 19 de noviembre de 1978. Se creó un comité directivo para preparar la conferencia de Mineápolis e identificó como objetivo principal de la marcha transformar el movimiento gay de local a nacional. Sin embargo, el comité se disolvió en octubre de 1978 debido a la disidencia interna. Harvey Milk, que había estado en el comité directivo de Mineápolis, tomó las riendas para continuar con la organización de la marcha y se había asegurado el apoyo de los grupos locales del Distrito de Columbia que previamente habían disentido antes de que Dan White lo asesinara. El asesinato de Milk sirvió como catalizador y piedra de toque para los organizadores, quienes luego planearon una conferencia en Filadelfia del 23 al 25 de febrero de 1979. Se invitó a un delegado masculino y otro femenino de organizaciones lesbianas y gay conocidas, y los asistentes se dispusieron a dirigirse a tres principales preguntas. Primero, si se debe o no llevar a cabo una marcha. Segundo, cuál debe ser la estructura organizativa de la marcha. Y tercero, la plataforma de la marcha. Surgió un debate inicial entre marchar en 1979 y 1980, pero se resolvió por realizarlo en 1979 porque coincidía con el décimo aniversario de los disturbios de Stonewall. Una vez que se resolvieron estos problemas y se manejaron los temas de representación femenina y de minorías, la conferencia planteó cinco demandas que servirían como plataforma para la marcha. Los participantes optaron por centrarse en la política de un solo tema para no diluir el mensaje de una comunidad unida de lesbianas y gays.

## Plataforma
Joe Smenyak, de Nueva York, redactó inicialmente cinco demandas, posteriormente modificadas por los delegados de la conferencia:
- Aprobar un proyecto de ley integral de derechos de lesbianas/gays en el Congreso.
- Emitir una orden ejecutiva presidencial que prohíba la discriminación basada en la orientación sexual en el gobierno federal, las fuerzas armadas y el empleo privado contratado por el gobierno federal.
- Derogar todas las leyes anti-lesbianas/gays.
- Poner fin a la discriminación en los casos de custodia de madres lesbianas y padres homosexuales.
- Proteger a jóvenes lesbianas y homosexuales de cualquier ley que se utilice para discriminarlos, oprimirlos y/o acosarlos en sus hogares, escuelas, trabajos y entornos sociales.[5]

## Actividades y ponentes
La marcha sirvió para nacionalizar el movimiento gay, que anteriormente se había centrado en las luchas locales. Este espíritu se invoca en el párrafo final del programa de bienvenida de la marcha, escrito por Allen Young:

Hoy en la capital de América, todos estamos aquí, los casi liberados y los levemente reprimidos; la butch, la femme y todo lo demás; los andróginos, los monógamos y los promiscuos; los masturbadores y los feladores y los tribadistas; hombres con vestidos y mujeres con corbata; los que muerden y los que acarician; célibes y pederastas; diesel dykes y nelly queens; amazonas y size queens, Yellow, Black, Brown, White, and Red; los de pelo corto y largo , los gordos y los delgados, los desnudos y los mojigatos, las bellas y las bestias, los sementales y los trapos, las comunas, las parejas y los solteros, los púberes y los octogenarios. ¡Sí, estamos todos aquí! Estamos en todas partes ¡Bienvenidos a la Marcha en Washington por los Derechos de Gays y Lesbianas!

La marcha comenzó en 4th Street y National Mall, giró a la izquierda en la Avenida Pensilvania, continuó por el noroeste hacia la Casa Blanca, giró a la izquierda en 15th Street, a la derecha en E Street, a la izquierda en 17th Street y terminó en un mitin entre el Monumento a Washington y la piscina reflectante. La marcha estuvo encabezada por las Salsa Soul Sisters, quienes portaron el estandarte oficial de la marcha. También se transmitió en vivo en múltiples afiliados de National Public Radio en todos los Estados Unidos. Los oradores y artistas que hablaron en el mitin principal incluyeron a Harry Britt, Charlotte Bunch, Allen Ginsberg y Peter Orlovsky, Flo Kennedy, Morris Kight, Audre Lorde, Leonard Matlovich, Kate Millett, Troy Perry, Eleanor Smeal, la primera presidenta de PFLAG Adele Starr, y el congresista Ted Weiss.
La alcaldesa Marion Barry dio la bienvenida a los manifestantes en nombre de la ciudad de Washington D. C. El activista, cómico y productor, Robin Tyler, presentó y produjo el escenario principal de la marcha histórica. El autor Alan Ginsberg leyó su poema, "Song", a la multitud, y Audre Lorde declaró conmovedora desde el escenario:

La afirmación y el trabajo no se detienen con esta marcha sobre Washington. Cada uno de nosotros tiene la responsabilidad de llevar esta lucha de regreso a ella ya su comunidad traducida en acción diaria. Llevemos esta solidaridad que profesamos aquí hoy de vuelta con nosotros a nuestra vida cotidiana mañana y pasado y la próxima semana y el próximo año. Y que se refleje en un compromiso renovado con la lucha por un futuro en el que todos podamos prosperar, porque ninguno de nosotros será libre hasta que todos seamos libres.

Jok Church y Adam Ciesielski grabaron un LP de vinilo documental de los principales discursos del evento. La grabación incluye las voces de Robin Tyler, Steve Ault, Tom Robinson, Lucia Valeska, Allen Ginsberg, Arlie Scott, Richard Ashworth, Florynce Kennedy, Charles Law, Mary Watkins & Company, Kate Millet, Reverend Troy Perry y personas en el Tren Gay de la Libertad. Adam Ciesielski está acreditado por las fotos. El disco fue lanzado por Magnus Records de Sacramento, California en asociación con Alternate Publishing. Houston LGBT History (.org) posee una grabación en línea del registro.
Además de la marcha en sí, los organizadores organizaron tres días de talleres con eventos artísticos, sesiones de estrategia, grupos focales sobre temas específicos de mujeres y minorías dentro de la comunidad LGBT, sensibilización, organización local, religión y otros temas. El lunes posterior a la marcha se organizó como un "Día de Cabildeo Constituyente" en el que más de 500 participantes intentaron contactar a todos los miembros del Congreso para expresar su apoyo a la legislación sobre derechos de los homosexuales. Los participantes se reunieron con éxito con cincuenta senadores y más de 150 miembros de la Cámara de Representantes.
Las organizaciones que apoyaron la marcha incluyeron Lambda Legal Defense Fund, National Coalition of Black Lesbians and Gays, National Gay Task Force (que había retenido su respaldo hasta solo un mes antes de la marcha) y la Organización Nacional de Mujeres.